# Paradentobunus
Paradentobunus is een geslacht van hooiwagens uit de familie Sclerosomatidae.
De wetenschappelijke naam Paradentobunus is voor het eerst geldig gepubliceerd door Roewer in 1915. 

## Soorten
Paradentobunus is monotypisch en omvat slechts de volgende soort:
- Paradentobunus aureomaculatus